# Ухути
Ухути (груз. უხუთი) — село в Грузии, на территории Ванского муниципалитета края (мхаре) Имеретия.

## География
Село находится в западной части Грузии, на правом берегу реки Квинисцкали, на расстоянии приблизительно 12 километров (по прямой) к юго-востоку от города Вани, административного центра муниципалитета. Абсолютная высота — 431 метр над уровнем моря.

## Население
По результатам официальной переписи населения 2014 года, в Ухути проживало 375 человек (180 мужчин и 195 женщин). В национальной структуре населения грузины составляли 100 %.
| Год  | Население, человек |
| ---- | ------------------ |
| 2002 | 478                |
| 2014 | ↘ 375              |